# Річард Маккенна
Рі́чард Мі́лтон Макке́нна (англ. Richard Milton McKenna; 9 травня 1913, Маунтін-Гоум — 1 листопада 1964, Чапел-Гілл) — американський письменник-фантаст і моряк. Лауреат премії Неб'юла за найкраще оповідання 1966 року за твір «Потаємне місце» (англ. The Secret Place), удостоєний вже після смерті.

## Біографія
Річард Маккенна народився в Маунтін-Гоум, Айдахо, 9 травня 1913 року. Він був старшою дитиною у родині. У 1930 році він закінчив місцеву школу, після того рік провчився у Коледжі штату Айдахо, звідки був виключений через заборгованість у 50 доларів, що у часи Великої депресії було значною сумою.
У 1931 Маккенна приєднався до флоту США і два роки прослужив на річці Янцзи у Китаї помічником машиніста. Після того він ще 10 років провів на Далекому Сході. МакКенна брав участь у Другій світовій та корейській війнах. Після 22 років у складі флоту він вийшов на пенсію як Чіф-петті офіцер.
Завдяки перевагам GI Bill, Маккенна зміг поступити до коледжу в Університеті Північної Кароліни в Чапел Гілл. Під час навчання одружився з університетською бібліотекаркою Евою Ґрайс.
МакКенна переніс серцевий напад і помер 1 листопада 1964 року.

## Творчість
Перший (і єдиний) роман «Піщана галька» (англ. The Sand Pebbles) був виданий у 1962 році. В ньому йшлося про долю моряків судна «San Pablo» в період між 1925-м і 1927-м роками, які служать у Китаї на річці Янцзи. У 1963 році твір виграв нагороду видавництва («Harper Prize») у $10 000, протримався 28 тижнів у списках бестселерів газети «Нью-Йорк Таймс». За три роки роман було екранізовано і в 1966 році фільм отримав вісім номінацій на премію «Золотий глобус» (та виграв в одній — приз за другорядну чоловічу роль отримав Річард Аттенборо), а також вісім номінацій на премію «Оскар».
Оповідання «Потаємне місце» (англ. The Secret Place) у тому 1966 році отримало премію «Неб'юла» за найкраще оповідання.
Більшість творів побачили світ вже після смерті автора.

## Вибрана бібліографія

### Романи
- 1962 «Піщана галька» (англ. The Sand Pebbles)

### Повісті
- 1958 «Ніч Хогі Дарна» (англ. The Night of Hoggy Darn)
- 1967 Країна мрії (англ. Fiddler's Green)
- 1967 Королівський конюх (англ. King’s Horsemen)

### Оповідання
- 1963 Повернися додому, мисливець (англ. Hunter, Come Home)
- 1966 Потаємне місце (англ. The Secret Place)